# امپراتور گو-موموزونو
امپراتور گو-موموزونو (به ژاپنی: 後桃園天皇 Go-Momozono-tennō)؛ (5 August 1758 – ۱۶ دسامبر ۱۷۷۹)، صد و هیجدهمین امپراتور ژاپن در دوره شوگون‌سالاری توکوگاوا بود.